# Sára Ryggshamar Nysted
Sára Ryggshamar Nysted (født 19. januar 2001 i Vágur, Færøerne) er en færøsk svømmer, som svømmer for Susvim og Færøernes svømmelandshold. Hun har samme træner, som Pál Joensen havde, før han flyttede til Danmark, Jón Bjarnason. Sáras forældre, Anita Ryggshamar og Jóhannes Nysted, er begge tidligere landsholdssvømmere for Færøerne og har bl.a. deltaget ved Island Games. Sára deltog for første gang til Island Games i 2015 på øen Jersey i juni/juli 2015, hvor hun blev den mest vindende debutant for Færøerne nogensinde indtil daværende tidspunkt med fire guld og to bronzemedaljer, som hun vandt i individuelle konkurrencer. Derudover vandt hun to guld, to sølv og en bronze i hold konkurrencer.
I juli 2015 deltog Sára sammen med tre andre færinger i Nordisk Juniormesterskab i svømning i Sverige. Hun blev den hidtil mest vindende færing ved dette svømmestævne med fem guld og en sølvmedalje.
Den 9. januar 2016 blev det første svømmestævne på langbande nogensinde afholdt i Páls Høll i Vágur. Sára R. Nysted satte den første færøske rekord, som er sat på Færøerne på langbane, da hun vandt guld i 400 meter fri med den nye rekordtid 4:24.20 ved Susvim Stævnet i Páls Høll i Vágur.
Fra 22. til 24. januar 2016 deltog Sára Nysted ved Reykjavik Internation Games for sin klub Susvim. Hun blev den mest vindende færøske svømmer ved stævnet, satte stævnerekord i 200 meter individuel medley, satte seks færøske rekorder, otte juniorrekorder, vandt fire guld og to sølvmedaljer.Ved stævnets afslutning blev hun hædret for den fjerde bedste præstation, idet hun havde fået 724 FINA point i 200 meter ryg og i 200 meter medley. Nr. et til tre efter opnåede FINA point blev de olympiske svømmere Mie Ø. Nielsen, Eygló Ósk Gústafsdóttir og Viktor Bromer.

## Svømmekarriere

### Island Games 2017
- Guld i 100 m medley med tiden	1:05.22.[6]
- Guld i 400 m medley med tiden 4:55,41[7]
- Guld i 4x100 m medley
- Guld i 4x100 m fri
- Sølv i 200 m medley med tiden 2:21.15.
- Sølv i 4x50 meter medley med tiden 1:47,60. De andre var: Beinta Debes, Vár E. Eidesgaard, Signhild Joensen.
- Bronze í 4x50 meter fri

### Danish Open 2016
- Nr. 4 i 400 m medley med tiden 5.01.59.[8]
- Nr. 5 i 200 m medley med tiden 2:23.46.[9]

### Reykjavik International Games 2016
- Guld i 200 medley med tiden 2:20.41, som var stævnerekord og ny færøsk rekord samt juniorrekord.[10]
- Guld i 400 m medley med tiden 5:00.47,[11] som var ny færøsk rekord og juniorrekord på langbane.
- Guld i 200 m fri med tiden 2:06.76, som var ny færøsk rekord og juniorrekord.[12]
- Guld i 800 m fri med tiden 9:18.70
- Sølv i 100 m fri med tiden 58.67
- Sølv i 200 m ryg med tiden 2:18.11, som var ny færøsk rekord og juniorrekord

Opnåede FINA point
- 724 FINA points i 200 meter ryg (fjerde bedste resultat under konkurrencen)
- 724 FINA points i 200 meter medley (fjerde bedste resultat under konkurrencen)

### VM for Juniorer i svømning 2015 i Singapore
Færøerne havde to deltagere ved Verdensmesterskaberne for Juniorer i svømning 2015, som blev afholdt i Singapore, svømmerne var Sára Nysted og Vár Erlingsdóttir Eidesgaard. Sára opnåede ikke at komme i nogen finale, men satte færøsk rekord i 200 m ryg og tog derved en otte årig rekord, som Elspa Mørkøere satte i 2007, og satte også færøsk rekord i 200 m individuel medley. 
- Nr. 25 af 47 i  200 m ryg med tiden 2:19.29, som var ny færøsk rekord. Hvis man ser på svømmerne der er født i 2001, så havde Sára tredje bedste tid. [13]
- Nr. 28 af 57 i 200 m medley med tiden 2:21.59,[14] som var ny færøsk rekord og juniorrekord, hun havde selv sat de gamle rekorder. Hun svømmede med næstbedste tid blandt årgang 2001.
- Nr. 33 af 41 i 400 m medley med tiden 5:08.64,[15] som var hendes næstbedste tid. Hvis man ser på de piger, som var født i 2001, så havde Sára den tredje bedste tid af dem.[16]
- Nr. 40 af 50 i 800 m fri med tiden 9:20.94,[17] som var personlig rekord.

### Nordiske Årgangs Mesterskaber i svømning 2015
Sára og tre andre færinger deltog ved Nordiske Årgangs Mesterskaber (NÅM) på langbane i Jönköping i juli 2015. Mesterskaberne var for piger født 2001 og 2002 og for drenge født i 1999 og 2000, som skal opfylde kravtider. Sára vandt fem guld og en sølvmedalje og Færøerne fik de hidtil bedste resultater ved dette svømmestævne, og Sáras personlige resultater var også de bedste som nogen færøsk svømmer har opnået ved Nordiske Årgangs Mesterskaber i svømning.
- Guld i 800 fri med tiden 9:23.65[20] (færøsk juniorrekord)
- Guld i 400 medley med tiden 5:08.00 (færøsk rekord og juniorrekord)
- Guld i 200 fri med tiden 2:07.54 (færøsk rekord og juniorrekord)
- Guld i 400 fri med tiden 4:31.46 (færøsk juniorrekord)
- Guld i 200 medley med tiden 2:24.85
- Sølv i 100 fri med tiden 59.37 (færøsk rekord og juniorrekord)

### Island Games 2015
- Guld i 800 m fri med tiden 8:59.90
- Guld i 400 m fri med tiden 4:21.27
- Guld i 400 m medley med tiden 4:51.57, som var ny færøsk rekord og juniorrekord.
- Guld i 200 m fri med tiden 2:02.60, som var ny færøsk rekord og juniorrekord.
- Guld i 4x50 m medley med tiden 1:57.06, som var ny Island Games rekord. De andre som svømmede var: Astrið Foldarskarð, Ásbjørg Hjelm og Signhild Joensen.[21]
- Sølv i 4x50 m fri med tiden 1:47.40, sammen med Astrið Foldarskarð, Lív Eidesgaard og Vár Eidesgaard[22]
- Sølv i 4x100 m medley við tíðini 4:19.64, som var ny færøsk landsholdsrekord. De andre som svømmede var: Signhild Joensen, Ásbjørg Hjelm, Astrið Foldarskarð. Den gamle rekord på 4:22.92 blev sat af Birita Debes, Malan V. Bærendsen, Bjørg Seloy og Shaila millum Garðarnar under Island Games 2009.[23]
- Bronze i 200 m blandað med tiden 2:18.78
- Bronze i 100 m fri med tiden 57.95 (personlig rekord)
- Bronze i 4x100 m fri med tiden 3:54.02, som var ny færøsk landsholdsrekord, de andre svømmere var Signhild Joensen, Astrið Foldarskarð og Vár Eidesgaard.

### Reykjavík International Games 2015
Sára Nysted deltog i svømmestævnet, som var en del af Reykjavík International Games i Island fra 16. til 18. januar 2015. Hun vandt flere medaljer og satte flere nye færøske juniorrekorder. På trods af sin unge alder, 13 år, opnåede hun også at vinde en sølv og to bronze medaljer i den åbne kategori.

#### Åben konkurrence
- Sølv i 200 medley med tiden 2:27.91, som var ny færøsk juniorrekord.[25]
- Bronze i 200 m bryst med tiden 2:50.59
- Bronze i 100 m fri med tiden 1:00.17

#### Piger under 14
- Guld i 400 m fri med tiden 4:49
- Guld i 100 m ryg med tiden 1:12.22
- Guld i 200 m ryg med tiden 2:40.07
- Guld i 100 m bryst med tiden 1:19.95
- Guld i 200 m bryst med tiden 2:50.59
- Guld i 100 m fri med tiden 1:00.17, som var ny færøsk juniorrekord.
- Guld i 200 m fri med tiden 2:14.25
- Guld i 200 m medley med tiden 2:28.56[26]
- Bronze i 200 m bryst med tiden 2:49.10[27]

### FMU 2014
Sára Nysted deltog ved Færømesterskabet for Unge (FMU), som blev afholdt i Tórshavn den 25. og 26. april 2014. Hun vandt flest medaljer overhovedet:  13 guld og 3 sølv. Hun opnåede også blive topscorer på listen over de bedste FINA points opnået ved stævnet. På listen over 12 af de bedste FINA points ejede hun halvdelen.

#### Opnåede FINA points
- Nr. 2 - Sára R. Nysted (2001), SuSvim - 9:25.14 í 800 frí (616 FINA stig)
- Nr. 3 - Sára R. Nysted (2001), SuSvim - 59.99 í 100 frí (614 FINA stig)
- Nr. 6 - Sára R. Nysted (2001), SuSvim - 4:38.50 í 400 frí (599 FINA stig)
- Nr. 7 - Sára R. Nysted (2001), SuSvim - 2:11.99 í 200 frí (597 FINA stig)
- Nr. 10 - Sára R. Nysted (2001), SuSvim - 1:09.02 í 100 blandað (585 FINA stig)
- Nr. 12 - Sára R. Nysted (2001), SuSvim - 27.83 í 50 frí (583 FINA stig)

## Hæder
- 2016 - Hædret for fjerdbedste præstation ved Reykjavík International Games 2016, hun fik 724 FINA point i 200 ryg og 200 medley.[29]
- 2015 - Valgt til Årets svømmer blandt kvinderne ved det færøske svømmemesterskab 2015 (FM)[30]
- 2014 - Valgt til Årets stjerneskud blandt kvinderne ved FMU 2014.[31]